# Marsupella minutissima
Marsupella minutissima là một loài Rêu trong họ Gymnomitriaceae. Loài này được N. Kitag. mô tả khoa học đầu tiên năm 1960.